# ابوباکر اسوط
ابوباکر اسوط (انگلیسی: Abu Baker Asvat; زاده ۲۳ فوریهٔ ۱۹۴۳ – درگذشته ۲۷ فوریهٔ ۱۹۸۹) پزشک اهل آفریقای جنوبی بود.
وی در سال ۱۹۸۹ یه ضرب گلوله در کلینیکش کشته شد. وی در دستان پرستارش، آلبرتینا سیسولو، جان سپرد.